# Lomba (Gondomar)
Lomba ist eine Gemeinde im Norden Portugals.
Lomba gehört zum Kreis Gondomar im Distrikt Porto, besitzt eine Fläche von 13,7 km² und hat 1284 Einwohner (Stand 19. April 2021).